# 1924 en football
Cet article présente les faits marquants de l'année 1924 en football.

## Janvier
- 13 janvier : au Stade Buffalo de Paris, l'équipe de France bat 2-0 l'équipe de Belgique.

## Mars
- 23 mars : à Genève, l'équipe de Suisse bat 3-0 l'équipe de France.

## Avril
- 4 avril : création du club algérien l'Étendard sportif musulmane Guelmois.
- 6 avril : plus large défaite de l'Italie 1-7 Hongrie.
- 13 avril : l’Olympique de Marseille remporte la Coupe de France face au FC Sète, 3-2.
- Les Rangers sont champions d’Écosse.
- Huddersfield Town FC est champion d’Angleterre.
- 19 avril : Airdrie United FC remporte la Coupe d’Écosse face à Hibernian FC, 2-0.
- 26 avril : Newcastle UFC remporte la Coupe d’Angleterre face à Aston Villa, 2-0

## Mai
- 4 mai : Real Union Club Irun remporte la Coupe d’Espagne face au Real Madrid, 1-0.
- 11 mai : le FC Zurich est champion de Suisse.
- Beerschot est champion de Belgique.
- 17 mai : au Stade Pershing de Paris, l'équipe d'Angleterre bat 3-1 l'équipe de France.
- 25 mai : début du tournoi olympique des Jeux olympiques d'été de 1924 à Paris.
- 27 mai : au Stade de Paris de Saint-Ouen, l'équipe de France bat 7-0 l'équipe de Lettonie lors du tournoi olympique.

## Juin
- 1er juin : au Stade olympique Yves-du-Manoir de Colombes, l'équipe d'Uruguay bat 5-1 l'équipe de France lors du tournoi olympique.
- 4 juin : au Stade de la Cavée Verte du Havre, l'équipe de Hongrie bat 1-0 l'équipe de France lors d'un match amical.
- 9 juin : 1.FC Nuremberg est champion d’Allemagne en s'imposant 2-0 en finale nationale face à Hambourg SV.
- 9 juin : l'équipe d'Uruguay remporte le tournoi olympique en s'imposant en finale face à l'équipe de Suisse, 3-0.

## Août
- 7 août : fondation du club péruvien de Universitario de Deportes.
- 23 août : fondation de l'Association sportive de Monaco football club.

## Septembre
- 7 septembre : Genoa est champion d’Italie.

## Octobre
- 19 octobre : Fluminense FC est champion de l'État de Rio de Janeiro.

## Novembre
- 11 novembre : à Molenbeek, l'équipe de Belgique bat 3-0 l'équipe de France.

## Décembre
- 28 décembre : Boca Juniors est champion d’Argentine.

## Naissances
Plus d'informations : Liste d'acteurs du football nés en 1924.
- 15 janvier : Marcel Domingo, footballeur français.
- 6 février : Billy Wright, footballeur anglais.
- 5 mars : Roger Marche, footballeur français.
- 6 mars : Ottmar Walter, footballeur allemand.
- 19 mars : Joe Gaetjens, footballeur haïtien (international américain).
- 25 mars : József Zakariás, footballeur hongrois.
- 25 mai : István Nyers, footballeur français.
- 4 juin : Antoni Ramallets, footballeur espagnol.
- 13 juin : César Ruminski, footballeur français.
- 19 juillet : Antoine Cuissard, footballeur français.
- 13 décembre : Pierre Flamion, footballeur français.

## Décès
- 13 janvier : Fred Wheldon, joueur anglais.
- 17 novembre : décès à 24 ans de Konrad Hirsch, international suédois ayant remporté la médaille de bronze aux Jeux olympiques 1924.